# Ubud
Ubud (balinès: ᬳᬸᬩᬸᬤ᭄) és una població a l'illa indonèsia de Bali, al districte d'Ubud. És un dels principals centres artístics i culturals de Bali (que alhora és un centre artístic i cultural d'Indonèsia) i com a conseqüència ha desenvolupat una important indústria turística. Ubud, és un districte administratiu (kecamatan) amb una població de 74.800 habitants (segons el cens de 2020) en una àrea de 42,38 km². La zona central d'Ubud (el poble) té una població d'11.971 habitants i una superfície de 6,76 km², i rep més de tres milions de turistes estrangers cada any. Recentment s'ha tornat difícil distingir el poble dels llogarets que l'envolten. L'àrea que envolta el poble està composta per petits camps, terrasses d'arròs i boscos.

## Turisme

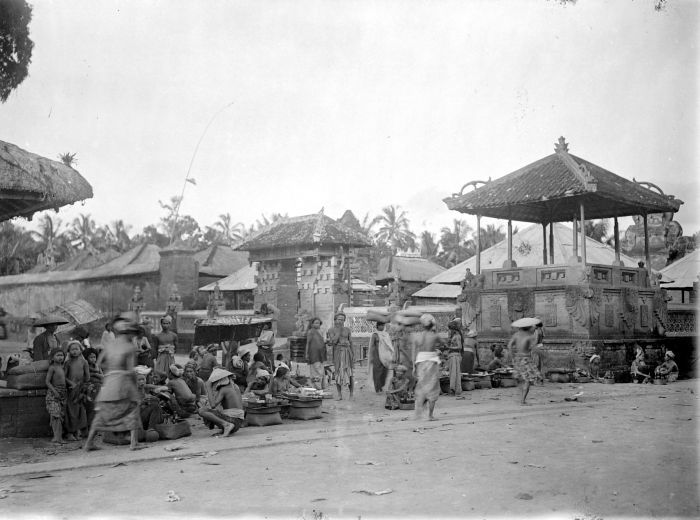
Mercat a Ubud, cap a 1912

El carrer principal d'Ubud és Jalan Raya Ubud (Jalan Raya significa carrer principal), que travessa el centre del poble d'est a oest. Dos carrers llargs, Jalan Monkey Forest i Jalan Hanoman, s'estenen cap al sud del carrer principal. A la intersecció del carrer principal i Jalan Monkey Forest hi ha el palau Puri Saren Agung, que va ser ocupat per Tjokorda Gede Agung Sukawati (1910-1978), el darrer rei d'Ubud. Avui l'ocupen els seus descendents, i el jardí s'utilitza per a danses. També va ser un dels primers hotels d'Ubud, en funcionament des dels anys trenta.
El bosc de micos d'Ubud és una reserva natural sagrada ubicada a l'extrem sud del carrer Monkey Forest. Conté un temple i centenars de micos (Macaca fascicularis). El turisme d'Ubud s'enfoca a la cultura, el ioga i la natura. A diferència de les principals zones turístiques del sud de Bali, la zona d'Ubud té boscos, rius, temperatures més fresques i menys trànsit (tot i que el trànsit ha augmentat molt els darrers anys). A Ubud i els voltants hi ha petits hotels estil boutique que ofereixen serveis d'hidroteràpia i caminades per les muntanyes properes.
A prop d'Ubud es troba el poble de Pejeng, on hi ha la Lluna de Pejeng, el timbal de bronze més gran del món, forjat l'any 300 aC . Una altra destinació turística popular per als interessats en la cultura local és el complex de temples del segle XI Goa Gajah, també conegut com la «cova de l'elefant».